# Drewniowski
Drewniowski (forma żeńska: Drewniowska, liczba mnoga: Drewniowscy) – nazwisko używane w Polsce. Według bazy PESEL z dnia 27 stycznia 2022 roku nazwisko to nosi 18 Polek i 11 Polaków. Łącznie 29 obywateli Polski.

## Znani przedstawiciele
- Zdzisław Drewniowski (1929–1999) – polski polityk.